# 巴黎地鐵MP 14型列車
巴黎地鐵MP 14型列車是巴黎地鐵的一種電力動車組列車，由阿爾斯通製造，是阿爾斯通大都會型列車家族之一。該型號是膠輪捷運系統的第七代列車，計劃用於巴黎地鐵14號線、4號線、并计划投入6號線、11號線 。

## 引入
在2011年時，MP系列的膠輪路軌列車平均壽命已達32年，尤其MP 59型，從1960年代便已投入使用，RATP於是決定增購新的膠輪軌道列車，藉此汰换MP 59和MP 73列車。新列車將投入4、11和14號線，與MP 89相同，分為自動駕駛的CA與手動駕駛的CC兩個子系列。MP 14 CA為自動駕駛，投入4號與14號線；MP 14 CC為手動駕駛，投入11號線。

## 投入运营
MP 14型分三批，首批將投入14號線，列車以8節編組運行，每列載客量超過1000人，以增加14號線的量能33%，並轉移13號線的客流。2015年訂購第一批35列列車，2018年第一批列車交付，2019年開始在14號線測試，2020年10月12日，8節編組的MP 14 CA列車正式投入14號線營運，為法國首次在地鐵路線中使用120米長的列車。
第二批MP 14 CA列車于2019年交付試驗列車，并开始在4號線進行測試，直到2022年9月13日才开始投入载客运营，该批次列车以6节编组运营。第三批MP 14 CC為手動駕駛，计划于11號線使用，采用5节编组运营，目前仅交付试验车辆，预计2023年6月开始交付。